# Арка Каракаллы (Тебесса)
Арка Каракаллы — тетрапилонная римская триумфальная арка, расположенная в современной Тебессе, провинция Тебесса, Алжир. Была возведена в начале III века.

## История

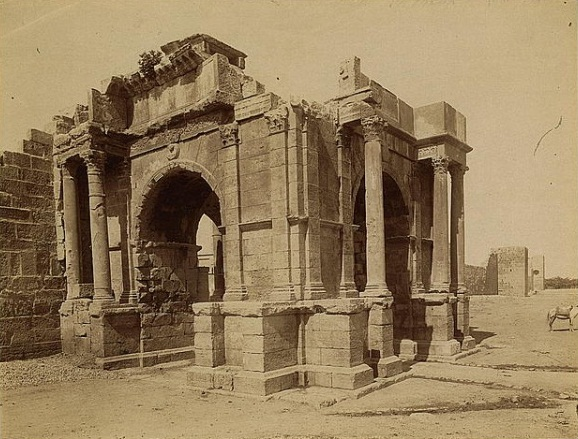
Арка Каракаллы, 1860—1890 гг.

Арка была построена между 211 и 214 годами в римской колонии Тевесте на средства завещательного пожертвования Гая Корнелия Эгрилиана, префекта XIV легиона, уроженца города. На строительство было выделено 250 000 сестерциев.
Позже в византийский период арка повторно использовалась в качестве северных ворот городской стены. Боковые арки и проход с северной стороны были замурованы. Вновь открыты французскими военными инженерами в колониальный период.

## Описание

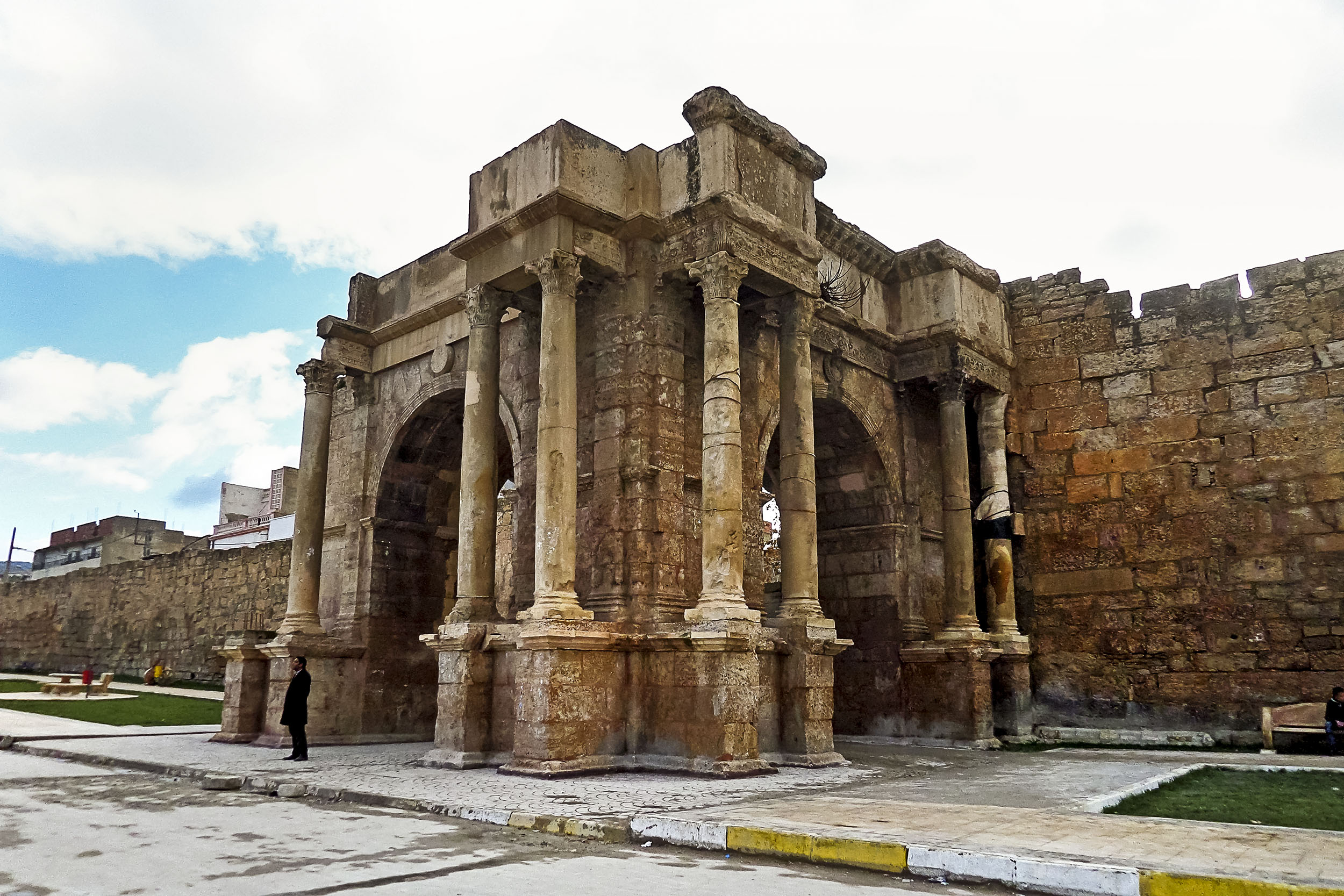
Арка Каракаллы в Фебесте

По форме Арка Каракаллы имеет примерно кубическую форму, ее длина по бокам и верху антаблемента составляет 10,94 метра. На пилонах, рядом с пролетами, расположены пары колонн с коринфскими капителями, отделенными от стены и с пилястрами позади, поддерживаемыми подиумом, от которого отходят их постаменты. Главный антаблемент находится над парами колонн и продолжается в нише над пролетами. Над каждым из пролетов расположены медальоны с бюстами богов римского пантеона.
На аттике с трех сторон расположены посвящения обожествленному императору Септимию Северу, Юлии Домне и Каракалле. На четвертой стороне находится реконструированная византийская надпись, первоначально найденная в заполнении сводов, в которой говорится о включении арки в византийскую городскую стену по проекту военного магистра Соломона.
В центре со всех четырёх сторон антаблемент поддерживал эдикулы со статуей.
Изначальный замысел верхней части арки является предметом споров среди ученых: по мнению Менье там должен был стоять восьмиугольный фонарь, основание которого было скрыто эдикулами, в то время как по другому мнению, там должен был быть невысокий купол. По мнению Баккелли, четыре эдикулы, соединенные перилами, содержали статуи обожествленного Септимия Севера, обожествленной Юлии Домны, Каракаллы и Геты.